# ティモシイ・ザーン
ティモシイ・ザーン（Timothy Zahn, 1951年9月1日 - ）は、アメリカ合衆国の小説家、SF作家。作品にニュー・スペース・オペラの「ブラックカラー」シリーズ、「コブラ部隊」シリーズなどがある。表記はティモシー・ザーンとも。1984年、Cascade Pointでヒューゴー賞中編小説部門を受賞。
『スター・ウォーズ』のスピンオフ小説シリーズやスピンオフコミックの原作にも参加。

## 作品リスト

### スター・ウォーズ
- 「スローン」三部作 (The Thrawn)
  - 帝国の後継者 (Heir to the Empire)
  - 暗黒の艦隊 (Dark Force Rising)
  - 最後の指令 (The Last Command)

- 「ハンド・オブ・スローン」二部作 (The Hand of Thrawn)
  - 過去の亡霊 (Specter of the Past)
  - 未来への展望 (Vision of the Future)

- 生存者の探索 (Survivor's Quest)

- 外宇宙航行計画 (Outbound Flight)

- 忠誠 (Allegiance)

### 「コブラ部隊」シリーズ (Cobra)
- 超戦士コブラ (Cobra)
- コブラ部隊出撃！ (Cobra Strike)
- コブラの盟約 (Cobra Bargain)

### 「ブラック・カラー」シリーズ (Blackcollar)
- ブラックカラー (The Blackcollar)
- ブラックカラー2～地球潜入 (The Backlash Mission)

### その他長編
- 不思議の国トリプレット (Triplet)
- 死者たちの星域 (Deadman Switch)